# Convector

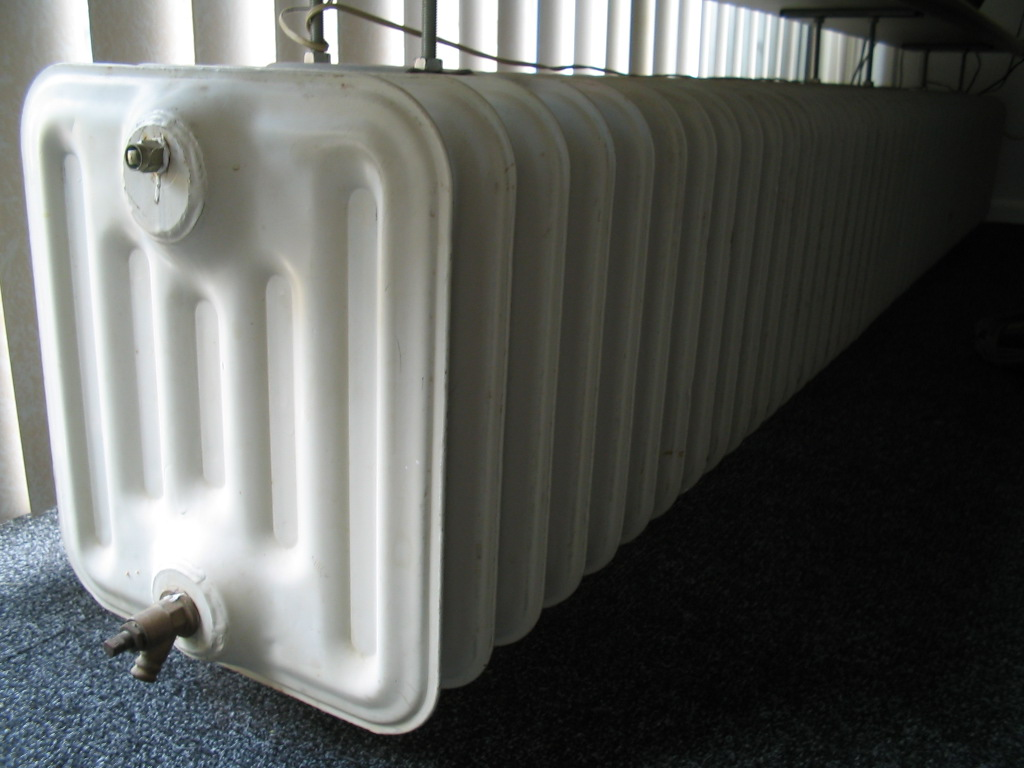
Een convector met natuurlijke convectie

Een convector is een andere en betere benaming voor het meer gebruikte, maar niet helemaal correcte radiator.
Een radiator geeft warmte af door natuurlijke of gedwongen convectie en zo goed als niet door straling, dus radiatie. De laatste bewering volgt zonder meer uit de wet van Planck of meer bepaald uit de wet van Stefan-Boltzmann: de temperatuur van een convector of radiator ligt veel te laag om een noemenswaardig vermogen aan straling af te geven.
Dikwijls wordt in het spraakgebruik radiator gezegd als hij werkt door natuurlijke convectie en convector als hij werkt door gedwongen convectie, dus door met een ventilator koude lucht aan te zuigen en warme lucht uit te blazen. Gedwongen convectie werkt efficiënter dan natuurlijke convectie, maar vereist wel een bijkomende ventilator en luchtkanaal.